# Hiscox
Hiscox Ltd. er et britisk Bermuda-registreret forsikringsselskab. De udbyder skadesforsikringer, ulykkesforsikringer og nogle specialiserede forsikringer i forhold til risiko og sikkerhed.
Virksomhedens historie begyndte med Roberts agency, som udstedte søfartsforsikringer på Lloyd's marked i 1901.